# Норторф
Норторф (нім. Nortorf) — місто в Німеччині, розташоване в землі Шлезвіг-Гольштейн. Входить до складу району Рендсбург-Екернферде. Центр об'єднання громад Норторфер-Ланд.
Площа — 12,77 км2. Населення становить 6912 ос. (станом на 31 грудня 2020).

## Галерея

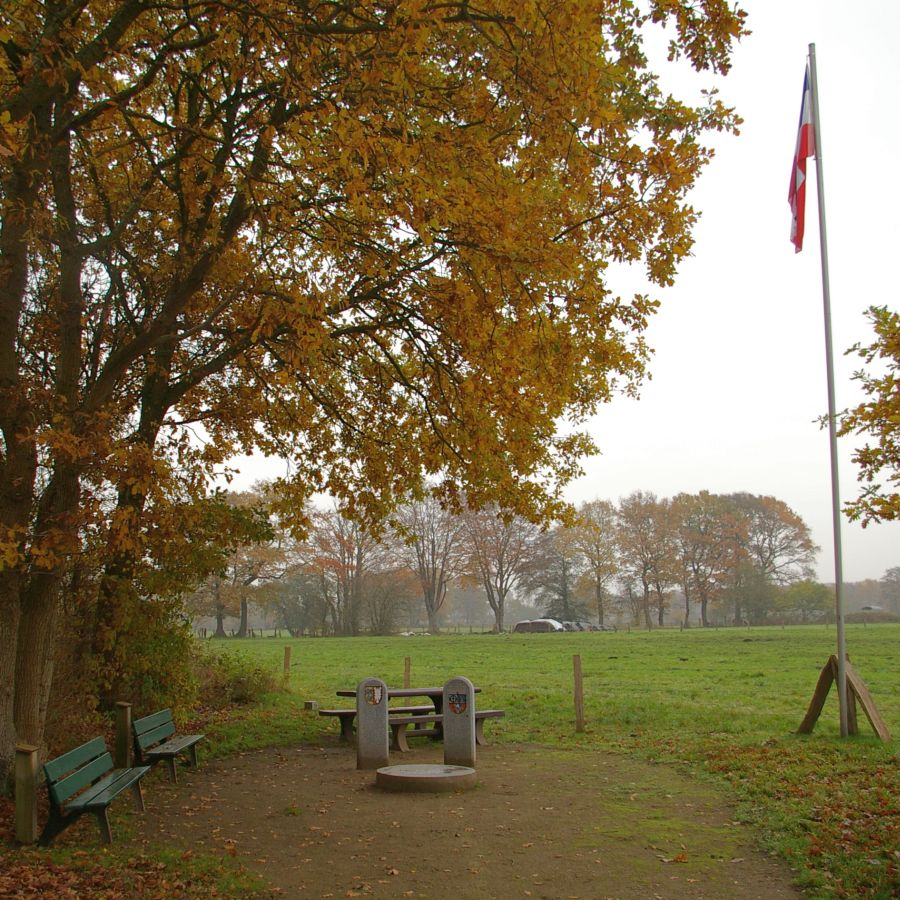
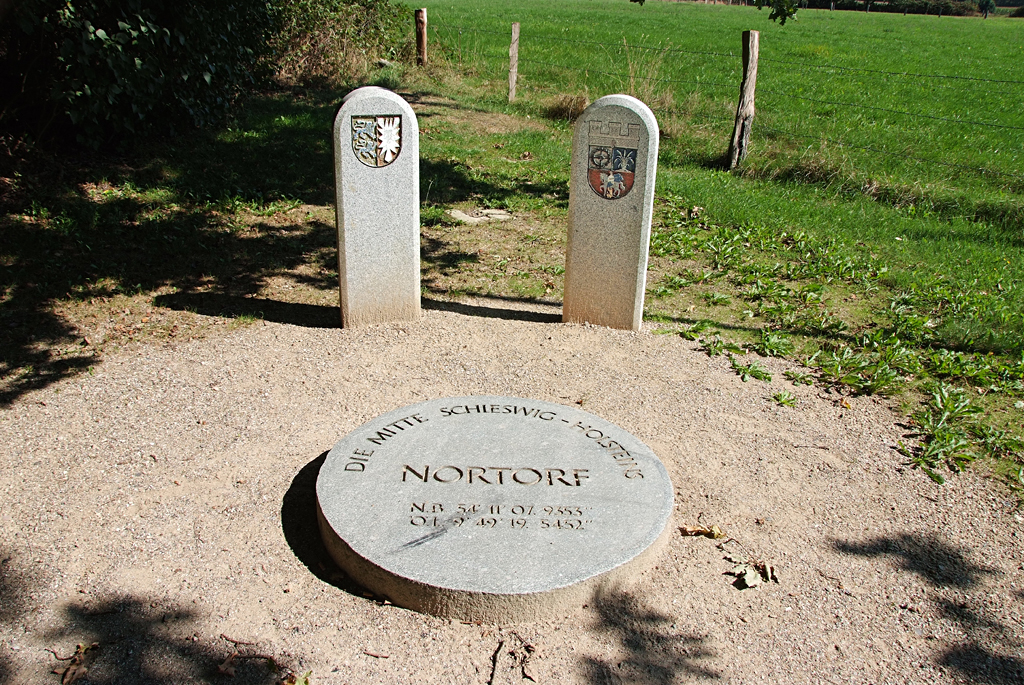
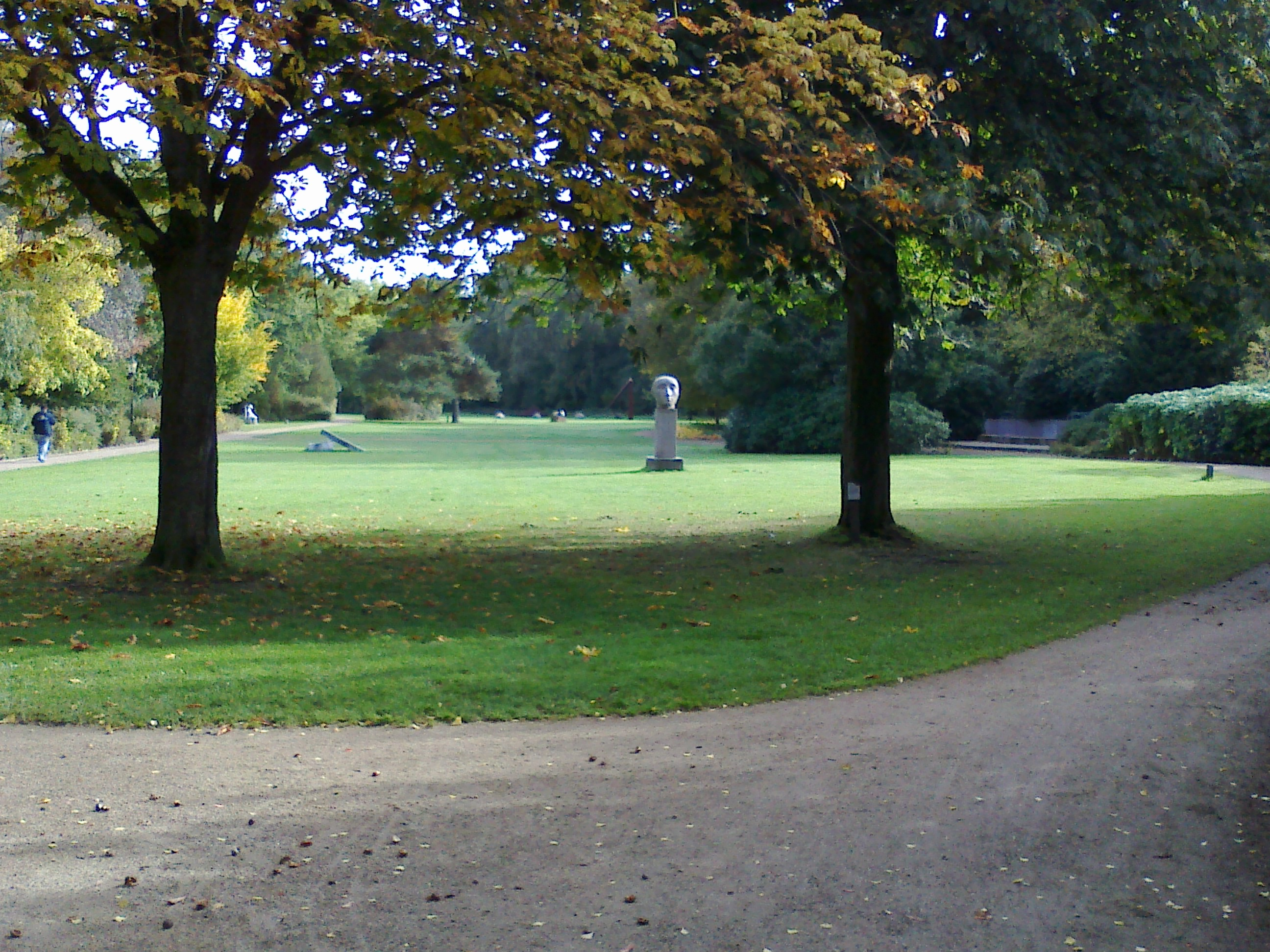